# Communauté de communes du Pays de Cocagne
La  communauté de communes du Pays de Cocagne  est une ancienne communauté de communes française, située dans le département du Tarn qui a été dissoute le 31 décembre 2012.

## Composition
Elle était composée des 14 communes :
| - Puylaurens - Saint-Germain-des-Prés - Cuq-Toulza - Cambon-lès-Lavaur - Algans - Aguts - Maurens-Scopont | - Péchaudier - Lacroisille - Saint-Sernin-lès-Lavaur - Appelle - Bertre - Roquevidal - Mouzens |  |

## Historique
Création
Le 11 décembre 2000, avec les communes de Puylaurens, Saint-Germain-des-Prés, Cuq-Toulza, Algans et Lacroisille, auxquelles se joignent :
en 2004 : Aguts, Cambon les Lavaur, Péchaudier, Saint-Sernin-les-Lavaur et Appelle
en 2006 : Bertre
en 2008 : Roquevidal
en 2009 : Mouzens
en 2011 : Maurens-Scopont
Dissolution
Le 31 décembre 2012
| Période                                  | Période      | Identité         | Étiquette      | Qualité                                    |
| ---------------------------------------- | ------------ | ---------------- | -------------- | ------------------------------------------ |
| 2008                                     | 30 juin 2013 | Christian Mas    |                | Maire d'Algans                             |
| 2005                                     | 2008         | Henri de Coignac |                | Adjoint au maire de Saint-Germain-des-Prés |
| 2001                                     | 2005         | Anne Laperrouze  | UDF puis MoDem | Maire de Puylaurens, députée européenne    |
| 2000                                     | 2001         | Eliane Picouet   |                | Maire de Cuq-Toulza                        |
| Les données manquantes sont à compléter. |              |                  |                |                                            |